# 富蘭克林縣 (北卡羅萊納州)
富蘭克林縣（英語：Franklin County）是位於美国北卡罗来纳州北部的一個縣，面積1,281平方公里。根據2020年美國人口普查統計，本縣共有人口68,573人。縣治路易斯堡（Louisburg）。該縣成立於1779年，縣名紀念美国开国元勋班哲文·富蘭克林。